# Microascus longirostris
Microascus longirostris är en svampart som beskrevs av Zukal 1885. Microascus longirostris ingår i släktet Microascus och familjen Microascaceae.   Inga underarter finns listade i Catalogue of Life.